# 애플 어드저스터블 키보드

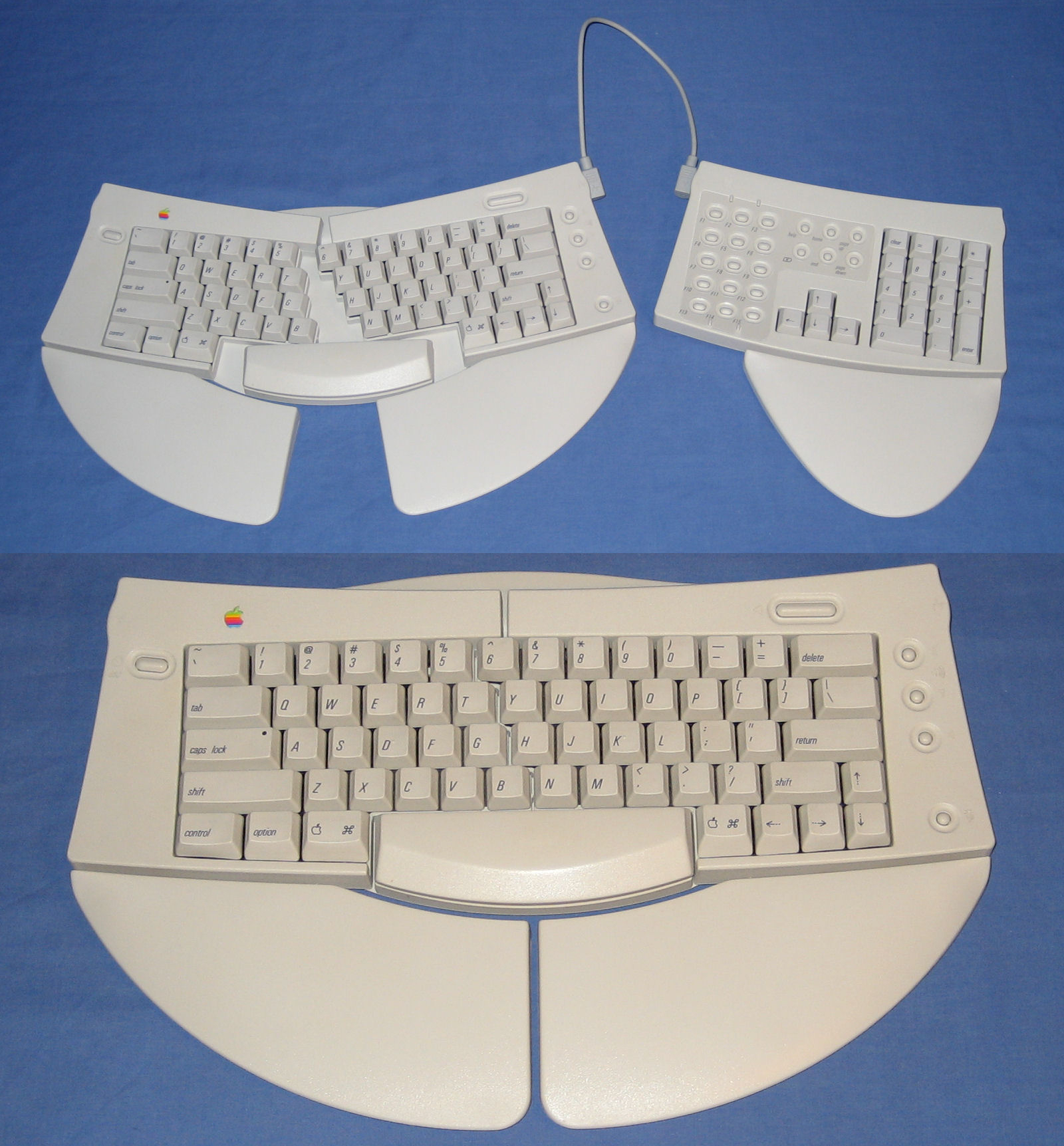

애플 어드저스터블 키보드(Apple Adjustable Keyboard)는 애플 컴퓨터가 1993년에 매킨토시 제품군의 개인용 컴퓨터용으로 출시한 인체공학 키보드이다. 키보드는 애플 데스크톱 버스 포트를 통해 컴퓨터에 연결된다. USB to ADB 어댑터를 사용하지 않고 이 키보드와 호환되도록 출시된 마지막 애플 컴퓨터는 파워 매킨토시 G3(Blue and White)였다. 이는 애플 데스크톱 버스가 포함된 마지막 컴퓨터였기 때문이다.
애플 어드저스터블 키보드에는 윤곽이 잡힌 플라스틱 손목 받침대와 기능 키 및 방향키가 있는 별도의 키패드가 함께 제공된다. 애플이 별도의 숫자 키패드를 제공한 것은 이번이 세 번째이자 마지막이었다. 전작과 달리 별도로 판매되지는 않았다. 키보드에는 키보드 오른쪽에 볼륨 버튼과 녹음 버튼도 포함되어 있다.
상단에 힌지가 달려있어 사용자가 키보드의 오른쪽과 왼쪽 사이의 각도를 조정할 수 있다. 키 쌍은 5/6, T/Y, G/H, B/N으로 분할되었다. 스페이스바는 두 부분 사이의 중간에 떠 있었다.
키보드는 약간 "클릭하는" 느낌의 촉각 피드백을 제공하는 알프스 SKFS 스위치를 사용한다.

## 같이 보기
- 애플 키보드
- 인체공학 키보드